# Anthony Hernández
Anthony William Hernández González (Puntarenas, Costa Rica, 11 de octubre de 2001) es un futbolista costarricense que juega como extremo derecho en la L. D. Alajuelense de la Primera División de Costa Rica.

## Trayectoria

### Puntarenas F. C.
Hernández se mantuvo en las categorías inferiores del Puntarenas F. C., logrando subir al equipo mayor en julio de 2020. Logró tener el campeonato del Torneo Apertura 2021 de la Segunda División de Costa Rica y el ascenso a la máxima categoría costarricense por medio del Torneo Clausura 2022.
El 20 de julio de 2022, debutó como futbolista profesional en la Primera División de Costa Rica contra A. D. San Carlos en donde tuvo participación durante 85 minutos del encuentro con victoria 3-0. Marcó su primera anotación profesional el 11 de agosto del mismo año contra Municipal Grecia fue dado al minuto 66, además colaboró con una asistencia al minuto 79 para después finalizar con victoria 3-1.
El cuadro porteño se ubicó en la segunda posición con 25 puntos, con derecho a participar en semifinales. Hernández participó en las semifinales contra el C. S. Herediano en los juegos de ida y vuelta, en los que tuvo participación de 90 minutos en cada uno, siendo este eliminados globalmente 3-1.

### L. D. Alajuelense
El 17 de julio de 2023, se oficializó su llegada a la L. D. Alajuelense por un contrato de tres años. Debutó por medio de la competición del Torneo de Copa de Costa Rica contra A. D. Guanacasteca, Hernández ingresó al minuto 85 por la victoria 2-0. El 5 de diciembre, se coronó campeón en el debut internacional de la Copa Centroamericana de Concacaf tras derrotar al Real Estelí F. C. por el marcador global 4-1.

## Selección nacional

### Categorías inferiores
El 29 de mayo de 2023, se oficializó la convocatoria del director técnico Douglas Sequeira para la nómina de los jugadores para representar a la selección de Costa Rica sub-23 en la competición del Torneo Maurice Revello de 2023, Hernández fue parte de la nómina. Hernández disputó en el juego inaugural contra Venezuela, ingresó de cambio en la parte complementaria por el empate 0-0, obteniendo la victoria por penales 3-4. En su segundo compromiso, no vio minutos en el partido contra Francia por la derrota 3-1. En su tercer compromiso, Hernández ingresó de cambio al minuto 61 contra Arabia Saudita, por el empate 0-0, perdiendo la serie por penales 3-2, quedando eliminados de la competición en fase de grupos.

#### Participaciones internacionales
| Competición                    | Sede    | Resultado      | Partidos | Goles |
| ------------------------------ | ------- | -------------- | -------- | ----- |
| Torneo Maurice Revello de 2023 | Francia | Fase de grupos | 2        | 0     |

### Selección absoluta
El 16 de septiembre de 2022 fue convocado por el director técnico colombiano Luis Fernando Suárez para los partidos amistosos previo a la Copa Mundial 2022 en suelo asiático contra Corea del Sur y Uzbekistán. El 23 de septiembre de 2022 debutó con la selección de Costa Rica contra Corea del Sur, ingresó al minuto 65 por Jewison Bennette en el empate 2-2. Cuatro días se enfrentó ante Uzbekistán, ingresó de cambio al minuto 74 y dio su primera anotación al minuto 92, poniendo el marcador 1-1, dos minutos después, Kendall Waston anotó al minuto 94 de manera dramática para después finalizar con victoria 1-2.
El 3 de noviembre de 2022, el técnico Luis Fernando Suárez, realizó la conferencia de prensa de los 26 jugadores que viajarían a Catar para el evento de la Copa Mundial de Fútbol de 2022, Hernández fue parte de los nombres de la nómina. El 9 de noviembre de 2022, tuvo un partido amistoso contra Nigeria, siendo su primera ocasión alineado como titular, disputó un total de 59 minutos en la victoria 2-0.  Hernández se mantuvo en el banco de suplencia en la Copa Mundial de 2022 ante las selecciones de España, Japón, y Alemania, sin tener participación, Costa Rica selló su participación en la cuarta posición con tres puntos.

## Estadísticas

### Clubes
Actualizado al último partido jugado el 18 de octubre de 2023.
| Club | Div.          | Temporada     | Liga  | Liga  | Liga   | Copas nacionales | Copas nacionales | Copas nacionales | Copas internacionales | Copas internacionales | Copas internacionales | Total | Total | Total  |
| Club | Div.          | Temporada     | Part. | Goles | Asist. | Part.            | Goles            | Asist.           | Part.                 | Goles                 | Asist.                | Part. | Goles | Asist. |
| --- | ------------- | ------------- | ----- | ----- | ------ | ---------------- | ---------------- | ---------------- | --------------------- | --------------------- | --------------------- | ----- | ----- | ------ |
| Puntarenas F. C. · Costa Rica                                                                                   |               |               |       |       |        |                  |                  |                  |                       |                       |                       |       |       |        |
| 1.ª | 2022-23       | 35            | 7     | 3     | —      | —                | —                | —                | —                     | —                     | 35                    | 7     | 3     |        |
| Total club | Total club    | 35            | 7     | 3     | 0      | 0                | 0                | 0                | 0                     | 0                     | 35                    | 7     | 3     |        |
| L. D. Alajuelense · Costa Rica                                                                                  |               |               |       |       |        |                  |                  |                  |                       |                       |                       |       |       |        |
| 1.ª | 2023-24       | 29            | 4     | 3     | 2      | 1                | 0                | 3                | 0                     | 0                     | 34                    | 5     | 3     |        |
| 1.ª | 2024-25       | 0             | 0     | 0     | 0      | 0                | 0                | 0                | 0                     | 0                     | 0                     | 0     | 0     |        |
| Total club | Total club    | 29            | 4     | 3     | 2      | 1                | 0                | 3                | 0                     | 0                     | 34                    | 5     | 3     |        |
| Total carrera                                                                                                   | Total carrera | Total carrera | 64    | 11    | 6      | 2                | 1                | 0                | 3                     | 0                     | 0                     | 69    | 12    | 6      |
| 1. 2. Fuente:Transfermarkt Nota: No se incluye información de partidos con Puntarenas F. C. en segunda división |               |               |       |       |        |                  |                  |                  |                       |                       |                       |       |       |        |

### Selección de Costa Rica
Actualizado al último partido jugado el 9 de noviembre de 2022.
| Selección                                      | Año | Eliminatorias | Eliminatorias | Eliminatorias | Continental | Continental | Continental | Mundial | Mundial | Mundial | Amistosos | Amistosos | Amistosos | Total | Total | Total  |
| Selección                                      | Año | Part.         | Goles         | Asist.        | Part.       | Goles       | Asist.      | Part.   | Goles   | Asist.  | Part.     | Goles     | Asist.    | Part. | Goles | Asist. |
| ---------------------------------------------- | --- | ------------- | ------------- | ------------- | ----------- | ----------- | ----------- | ------- | ------- | ------- | --------- | --------- | --------- | ----- | ----- | ------ |
| Absoluta · Costa Rica                          |     |               |               |               |             |             |             |         |         |         |           |           |           |       |       |        |
| 2022                                           | —   | —             | —             | —             | —           | —           | —           | —       | —       | 3       | 1         | 0         | 3         | 1     | 0     |        |
| Total                                          | 0   | 0             | 0             | 0             | 0           | 0           | 0           | 0       | 0       | 3       | 1         | 0         | 3         | 1     | 0     |        |
| Fuente:Transfermarkt / National Football Teams |     |               |               |               |             |             |             |         |         |         |           |           |           |       |       |        |

#### Goles internacionales
| N. | Fecha                | Sede                                | Rival      | Gol | Resultado | Competición      |
| -- | -------------------- | ----------------------------------- | ---------- | --- | --------- | ---------------- |
| 1. | 27 de agosto de 2022 | Estadio Mundialista de Suwon, Suwon | Uzbekistán | 1–1 | 1–2       | Partido amistoso |

## Palmarés

### Títulos nacionales
| Título                         | Club              | País       | Año  |
| ------------------------------ | ----------------- | ---------- | ---- |
| Segunda División de Costa Rica | Puntarenas F. C.  | Costa Rica | 2021 |
| Segunda División de Costa Rica | Puntarenas F. C.  | Costa Rica | 2022 |
| Torneo de Copa de Costa Rica   | L. D. Alajuelense | Costa Rica | 2023 |
| Recopa de Costa Rica           | L.D. Alajuelense  |            | 2025 |

### Títulos internacionales
| Título                           | Club              | Sede     | Año  |
| -------------------------------- | ----------------- | -------- | ---- |
| Copa Centroamericana de Concacaf | L. D. Alajuelense | Alajuela | 2023 |